# 스타프라 연구생
스타프라 연구생(スタプラ研究生)은 여성 아이돌 가수에 소속된 STAR PLANET의 연구생이다. 예능사무소 스타더스트 프로모션 소속.

## 멤버
- 야스이 미즈키
- 쿠로사카 미우
- 시라이시 루리
- 타카츠키 리리
- 시마다 린나
- 와타나베 유우
- 니시무라 미우미
- 시라하마 아야
- 하라다 마이
- 스즈에 시오리
- 모모세 시온
- 유메
- 미루
- 하나카와 유노
- 코즈키 리오나

## 작품
- 착신 싱글「追い風とストーリー/最高WonderfulTime」(2023년 4월 10일)
- EP「追い風とストーリー」(2023년 11월 24일)

## 같이 보기
- STAR PLANET